# خانه صفادهقان
خانه صفادهقان مربوط به دوره قاجار است و در شیراز، محله میدان شاه، پشت باغ ایلخانی، کوچه خان باباخانی، ۱۱ واقع شده و این اثر در تاریخ ۸ مرداد ۱۳۸۱ با شمارهٔ ثبت ۶۰۵۵ به‌عنوان یکی از آثار ملی ایران به ثبت رسیده است.